# Taatot
Taatot (en árabe: تطفت‎, en lenguas bereberes: ⵜⴰⵟⵓⴼⵜ, en francés: Tatoft) es un municipio marroquí en la región de Tánger-Tetuán-Alhucemas. Desde 1912 hasta 1956 perteneció a la zona norte del Protectorado español de Marruecos.